# (24279) 1999 XR171
(24279) 1999 XR171 è un asteroide troiano di Giove del campo greco. Scoperto nel 1999, presenta un'orbita caratterizzata da un semiasse maggiore pari a 5,189473 UA e da un'eccentricità di 0,075539, inclinata di 10,747310° rispetto all'eclittica. Ha un diametro di 20,315 km e un'albedo di 0,089.